# Järda
Järda, även kallad järnvägsdamen, är ett automatiskt utropssystem med syntetiska röster som används vid de flesta svenska järnvägsstationer (vissa mindre stationer undantagna) på Trafikverkets nät. Trafikverket ansvarar för utropen och dagligen görs tusentals utrop om ankomster, avgångar, tidtabellsändringar och förseningar på de svenska stationerna. När inte Järda-systemet är installerat sker utropen via telefonlinjer av Trafikverkets informatörer eller tågklarerare. Anton kallas mansrösten som används sen 2015. Rösten som Trafikverket använder är utvecklad av Acapela Group. Rachel används för engelska. Programvaran i övrigt är utvecklad inom Banverket/Trafikverket. Första driftsättning av Järda skedde i maj 2010 vid Hallsbergs driftledningscentral.

## Förändring av utropen
Efter den 15 november 2021 var tanken att högtalarutrop efter ett beslut från Trafikverket bara skulle ske vid förseningar eller om det sker ett spårbyte från tågets ordinarie spår .Beslutet ledde till kritik från exempelvis Synskadades förbund, då man menar att tillgängligheten försvåras för synskadade, vilket ledde till att förändringen blev framflyttad. Som alternativ menade man på att det finns möjlighet att få trafikinformationen uppläst av så kallade pratorer som finns på plattformar, och att en app var under utveckling samt att man kan beställa ledsagning. I slutet av januari 2021 släpptes appen som heter "Mina tåg" där resenärer kan få tillgänglighetsanpassad trafikinformation.